# Ponta Fatossídi
Der Ponta Fatossídi ist ein Kap, östlich des Kaps Fatu Cama in der osttimoresischen Gemeinde Dili. Es liegt im Suco Hera (Verwaltungsamt Cristo Rei). Westlich befindet sich der Strand Dolok Oan.
Der Ponta Fatossídi ist Teil des Wildschutzgebietes und der Important Bird Area von Areia Branca. Der Bestand des dortigen tropischen Trockenwaldes aus Eucalyptus alba savana ist durch das Sammeln von Brennholz bedroht. Zu den heimischen Vogelarten gehören unter anderem Sundafruchttaube, Timorlederkopf, Sonnennektarvogel und Timor-Reisfink.